# Eparchia św. Włodzimierza Wielkiego w Paryżu
Eparchia św. Włodzimierza Wielkiego w Paryżu – eparchia Kościoła katolickiego obrządku bizantyjsko-ukraińskiego z siedzibą w Paryżu, obejmująca swoim zasięgiem całe terytorium Francji, a także Belgii, Holandii, Luksemburga i Szwajcarii. Została erygowana 22 lipca 1960 roku jako egzarchat apostolski Francji. Dwaj pierwsi egzarchowie byli członkami zakonu redemptorystów, natomiast trzeci eparcha, Borys Gudziak, posługiwał wcześniej jako kapłan diecezjalny archieparchii lwowskiej.
19 stycznia 2013 papież podniósł egzarchat do rangii eparchii, nadając jej obecną nazwę.